# ABN AMRO World Tennis Tournament 2018
ABN AMRO World Tennis Tournament 2018 (hay Giải quần vợt Rotterdam Mở rộng) là giải quần vợt nam thi đấu trên sân cứng trong nhà. Nó sẽ diễn ra tại nhà thi đấu Ahoy Rotterdam ở thà phổ Dutch của Rotterdam, giữa 12–18 tháng 2 năm 2018. Nó là mùa giải thứ 45 của giải đấu, và là một phần của ATP World Tour 500 của ATP World Tour 2018. Giải đấu cũng bao gồm Đơn và đôi nam xe lăn. Sự kiệm quần vợt xe lăm là cấp độ giải đâis ITF-1 level, với tổng số tiền thưởng là $32,000.

## Điểm và tiền thưởng

### Phân phối điểm
| Sự kiện | VĐ  | CK  | BK  | TK | 1/16 | 1/32 | Q  | Q2 | Q1 |
| Đơn     | 500 | 300 | 180 | 90 | 45   | 0    | 20 | 10 | 0  |
| Đôi     | 500 | 300 | 180 | 90 | 0    | —    | 45 | 25 | 0  |

### Tiềm thưởng
| style="width:130px; background:#dfe2e9;"\|Sự kiện | VĐ       | CK       | BK      | TK      | 1/16    | 1/321   | Q2     | Q1     |
| Đơn                                               | €371,620 | €182,185 | €91,680 | €46,620 | €24,210 | €12,770 | €2,825 | €1,440 |
| Đôi *                                             | €111,890 | €54,780  | €27,480 | €14,100 | €7,290  | —       | —      | —      |

1 Tiền thưởng vượt qua vòng loại cũng tiền thưởng Vòng 1/32

* mỗi đội

## Nội dung đơn ATP

### Hạt giống
| Quốc gia | Tay vợt            | Xếp hạng1 | Hạt giống |
| -------- | ------------------ | --------- | --------- |
| SUI      | Roger Federer      | 2         | 1         |
| BUL      | Grigor Dimitrov    | 4         | 2         |
| GER      | Alexander Zverev   | 5         | 3         |
| BEL      | David Goffin       | 7         | 4         |
| SUI      | Stan Wawrinka      | 15        | 5         |
| CZE      | Tomáš Berdych      | 16        | 6         |
| FRA      | Lucas Pouille      | 17        | 7         |
| FRA      | Jo-Wilfried Tsonga | 19        | 8         |
| LUX      | Gilles Müller      | 28        | 9         |

- 1 Rankings as of ngày 5 tháng 2 năm 2018.[2][3]

### Các vận động viên khác
Đặc cách:
- Félix Auger-Aliassime
- Thiemo de Bakker
- Roger Federer
- Tallon Griekspoor

Suất đặc biệt:
- Marius Copil

Vượt qua vòng loại:
- Ruben Bemelmans
- Pierre-Hugues Herbert
- Martin Kližan
- Daniil Medvedev

Thua cuộc may mắn:
- Nicolas Mahut
- Andreas Seppi

### Rút lui
Trước giải đấu
- Roberto Bautista Agut → thay thế bởi  João Sousa
- Nick Kyrgios → thay thế bởi  Viktor Troicki
- Jo-Wilfried Tsonga → thay thế bởi  Andreas Seppi
- Benoît Paire → thay thế bởi  Nicolas Mahut

### Bỏ cuộc
- Richard Gasquet

## Nội dung đôi ATP

### Hạt giống
| Quốc gia | Tay vợt               | Quốc gia | Tay vợt       | Xếp hạng1 | Hạt giống |
| -------- | --------------------- | -------- | ------------- | --------- | --------- |
| POL      | Łukasz Kubot          | BRA      | Marcelo Melo  | 2         | 1         |
| AUT      | Oliver Marach         | CRO      | Mate Pavić    | 11        | 2         |
| FRA      | Pierre-Hugues Herbert | FRA      | Nicolas Mahut | 20        | 3         |
| NED      | Jean-Julien Rojer     | ROU      | Horia Tecău   | 23        | 4         |

- 1 Rankings as of ngày 5 tháng 2 năm 2018.

### Vận động viện khác
Đặc cách:
- Robin Haase /  Matwé Middelkoop
- Jasper Smit /  Jesse Timmermans

Vượt qua vòng loại:
- Sander Arends /  Thiemo de Bakker

## Nhà vô địch

### Đơn
- Roger Federer đánh bại  Grigor Dimitrov, 6–2, 6–2

### Đôi
- Pierre-Hugues Herbert /  Nicolas Mahut đánh bại  Oliver Marach /  Mate Pavić, 2–6, 6–2, [10–7]